# Spongia
Spongia is een geslacht van sponzen uit de familie van de gewone sponzen (Demospongiae). 

## Soorten
- Spongia (Australospongia) gracilis Cook & Bergquist, 2001
- Spongia (Heterofibria) biformis Cook & Bergquist, 2001
- Spongia (Heterofibria) catarinensis Mothes, Kasper, Lerner, Campos & Carraro, 2006
- Spongia (Heterofibria) corrugata Cook & Bergquist, 2001
- Spongia (Heterofibria) cristata Cook & Bergquist, 2001
- Spongia (Heterofibria) gorgonocephalus Cook & Bergquist, 2001
- Spongia (Heterofibria) manipulatus Cook & Bergquist, 2001
- Spongia (Heterofibria) mokohinau Cook & Bergquist, 2001
- Spongia (Spongia) adjimensis (Topsent, 1925)
- Spongia (Spongia) agaricina Pallas, 1766
- Spongia (Spongia) anclotea de Laubenfels & Storr, 1958
- Spongia (Spongia) arabica Keller, 1889
- Spongia (Spongia) australis Bergquist, 1995
- Spongia (Spongia) bailyi (Lendenfeld, 1886)
- Spongia (Spongia) barbara Duchassaing & Michelotti, 1864
- Spongia (Spongia) bibulus Rao, 1941
- Spongia (Spongia) brunnea Lévi, 1969
- Spongia (Spongia) cerebralis Thiele, 1905
- Spongia (Spongia) ceylonensis Dendy, 1905
- Spongia (Spongia) conifera (Lendenfeld, 1886)
- Spongia (Spongia) cooki Hyatt, 1877
- Spongia (Spongia) corlosia Duchassaing & Michelotti, 1864
- Spongia (Spongia) distans (Schulz, 1900)
- Spongia (Spongia) excavata (Lendenfeld, 1889)
- Spongia (Spongia) fenestrata Rao, 1941
- Spongia (Spongia) fistulosa (Lendenfeld, 1889)
- Spongia (Spongia) graminea Hyatt, 1877
- Spongia (Spongia) hispida Lamarck, 1814
- Spongia (Spongia) hospes (Lendenfeld, 1889)
- Spongia (Spongia) illawarra (Whitelegge, 1901)
- Spongia (Spongia) irregularis (Lendenfeld, 1889)
- Spongia (Spongia) lamella (Schulze, 1879)
- Spongia (Spongia) lesleighae Helmy, El Serehy, Mohamed & van Soest, 2004
- Spongia (Spongia) lignea Hyatt, 1877
- Spongia (Spongia) lobosa (Polejaeff, 1884)
- Spongia (Spongia) magellanica Thiele, 1905
- Spongia (Spongia) matamata de Laubenfels, 1954
- Spongia (Spongia) mexicana Hyatt, 1877
- Spongia (Spongia) mollicula Hyatt, 1877
- Spongia (Spongia) nicholsoni Hyatt, 1877
- Spongia (Spongia) nitens (Schmidt, 1862)
- Spongia (Spongia) obliqua Duchassaing & Michelotti, 1864
- Spongia (Spongia) obscura Hyatt, 1877
- Spongia (Spongia) oceanica de Laubenfels, 1950
- Spongia (Spongia) officinalis Linnaeus, 1759
- Spongia (Spongia) osculata (Lendenfeld, 1889)
- Spongia (Spongia) osculosa (Lendenfeld, 1889)
- Spongia (Spongia) papyracea Hyatt, 1877
- Spongia (Spongia) perforata (Lendenfeld, 1889)
- Spongia (Spongia) pertusa Hyatt, 1877
- Spongia (Spongia) pilosa (Wilson, 1902)
- Spongia (Spongia) plana Hyatt, 1877
- Spongia (Spongia) solitaria Hyatt, 1877
- Spongia (Spongia) spinosa (Lendenfeld, 1888)
- Spongia (Spongia) sterea de Laubenfels & Storr, 1958
- Spongia (Spongia) suriganensis (Wilson, 1925)
- Spongia (Spongia) sweeti (Kirkpatrick, 1900)
- Spongia (Spongia) tampa de Laubenfels & Storr, 1958
- Spongia (Spongia) tectoria Hyatt, 1877
- Spongia (Spongia) tenuiramosa (Dendy, 1905)
- Spongia (Spongia) tubulifera Lamarck, 1814
- Spongia (Spongia) violacea Lévi, 1969
- Spongia (Spongia) virgultosa (Schmidt, 1868)
- Spongia (Spongia) zimocca Schmidt, 1862
- Spongia cancellata Linnaeus, 1767
- Spongia dichotoma Linnaeus, 1767
- Spongia lacinulosa Lamarck, 1814
- Spongia muricata Linnaeus, 1759
- Spongia oculata Linnaeus, 1759
- Spongia stellifera Lamarck, 1814
- Spongia tupha Pallas, 1766